# Pericoma amplipenna
Pericoma amplipenna är en tvåvingeart som först beskrevs av Frederick Knab 1914.  Pericoma amplipenna ingår i släktet Pericoma och familjen fjärilsmyggor. Inga underarter finns listade i Catalogue of Life.